# ジェフィ
ジェフィは、Jリーグ・ジェフユナイテッド市原・千葉のマスコットキャラクター。モチーフはクラブエンブレムにも用いられている秋田犬。
本項目では同じくクラブマスコットキャラクターで、ジェフィの弟のユニティ、2011年6月に加わった雌のミックス犬（雑種）みなちゃんも合わせて取り上げる。

## 概要
ジェフィとユニティは「サッカーの持つスピード感、躍動感に加え、ファンに永く愛され、親しまれること」を願って制作された。クラブエンブレムを含め、モチーフに敢えて「秋田犬」を採用した理由について広報担当が地域新聞社の取材に対し、Ｊリーグ発足当時は八戸市、仙台市、宇都宮市など（親会社のJR東日本の営業エリアである）東日本一円にクラブ傘下のサッカースクールを設けており、東日本全体に生息する動物である秋田犬が選ばれたと説明している。ジェフィとユニティは兄弟の設定となっている。
ホームゲーム開催日には、フクダ電子アリーナにやって来るサポーターを出迎えたり、試合前のイベントや会場の盛り上げに一役買っている。また、試合のない日は、地域のイベントに参加。ホームタウンである千葉市の小学校にジェフの選手やジェフィが出向き、登校して来る児童たちとあいさつを交わすという取り組みを行っている。その他にも、地域のお祭りで盆踊りを踊ったり、クリスマスイベントでサポーターと触れ合ったりと、オフシーズンもフル回転で活躍。クラブのみならず地域の活性化に貢献している。
みなちゃんは2011年に誕生した3体目のキャラクターで、同年9月4日に行われた2011年のJ2第4節・東京ヴェルディ戦でお披露目された。ジェフィ・ユニティに比べて細かい設定が多い。

## プロフィール
ジェフィ（JEFFY)
秋田犬。兄。背番号2のユニフォームを着用している。
ユニティ（UNITY）
秋田犬。弟。背番号9のユニフォームを着用しており、ジェフィと背番号を合わせると11になり、一つのチームを表している。
みなちゃん
ミックス犬（雑種）。背番号は12。6月11日（ジェフの創立記念日と同じ）、谷川岳のふもと生まれ。何にでも一生懸命、明るくて社交的。白いお肌がチャームポイント。趣味は鉄道で旅すること。
ある日鉄道に乗って旅をしていたらいつの間にか蘇我駅にたどりつき、ジェフィ・ユニティとジェフを応援する仕事をしたいと申し出て、「From AQUA マーメイド」の一員になった、との設定がある。

### 注記
1. ↑  ジェフユナイテッド市原・千葉のプロモーションチーム。現在は「アキュアマーメイド」[4]として活動している。「From AQUA」「アキュアメイド」とも、JR東日本の子会社・JR東日本クロスステーション ウォータービジネスカンパニー（旧・JR東日本ウォータービジネス）の商品ブランド名。